# Pichit Ketsro
Pichit Ketsro (tiếng Thái: พิชิต เกสโร, sinh ngày 15 tháng 3 năm 1987) là một cầu thủ bóng đá người Thái Lan thi đấu ở vị trí hậu vệ phải cho câu lạc bộ Giải bóng đá Ngoại hạng Thái Lan Bangkok Glass.